# 米兰第一区
米兰第一区（意大利语: Zona 1 di Milano）是意大利米兰的9个区之一。米兰的旧城区和主要旅游景点都在该区。
大道貝亞特麗切·德斯特 (Viale Beatrice d'Este) 、 米兰第一区又包括下列分区：布雷拉（Brera）、旧城区（Centro Storico）、孔卡德尔纳维利奥（Conca del Naviglio）、瓜斯塔拉（Guastalla）、森皮奥内门（Porta Sempione）和泰纳利亚门（Porta Tenaglia）。

## 名胜
- 主教座堂广场和米兰主教座堂
- 蒙特拿破仑大街豪华购物区
- 大道貝亞特麗切·德斯特
- 森皮奥内公园，市中心的主要公园
- 布雷拉画廊